# Старява (Самборский район)
Старява (укр. Старява) — село в Хыровской городской общине Самборского района Львовской области Украины.
Население по переписи 2001 года составляло 1403 человека. Занимает площадь 2,74 км². Почтовый индекс — 82052. Телефонный код — 3238.